# Náchodské panství

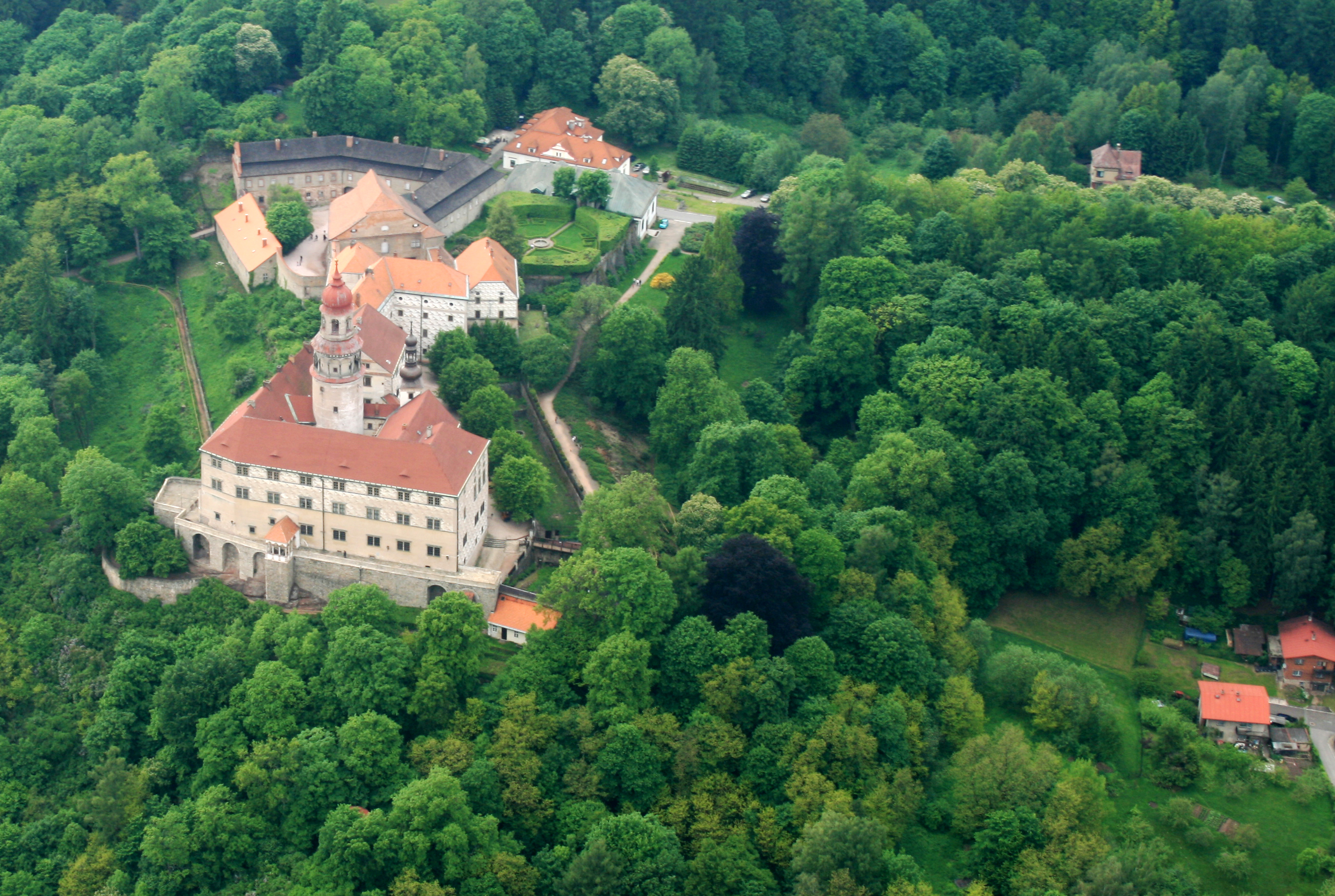
Náchodský zámek

Náchodské panství nebo též panství Náchod, po roce 1850 také jako velkostatek Náchod, resp. německy Großgrundbesitz Nachod) je někdejší územní jednotka ve středním Pometují s centrem v Náchodě ve východních Čechách. Od poloviny 13. století panství vlastnil rod pánů z Náchoda počínaje Hronem z Náchoda.
V průběhu staletí k panství přibývala některá další rozsáhlá území. V době zrušení feudálního panství v roce 1848 šlo o jedno z největších panství v Čechách. Celá oblast patřila až do svého zrušení v roce 1862 k Hradeckému kraji. Hlavním střediskem panství bylo okresní město Náchod s náchodským zámkem.

## Dějiny

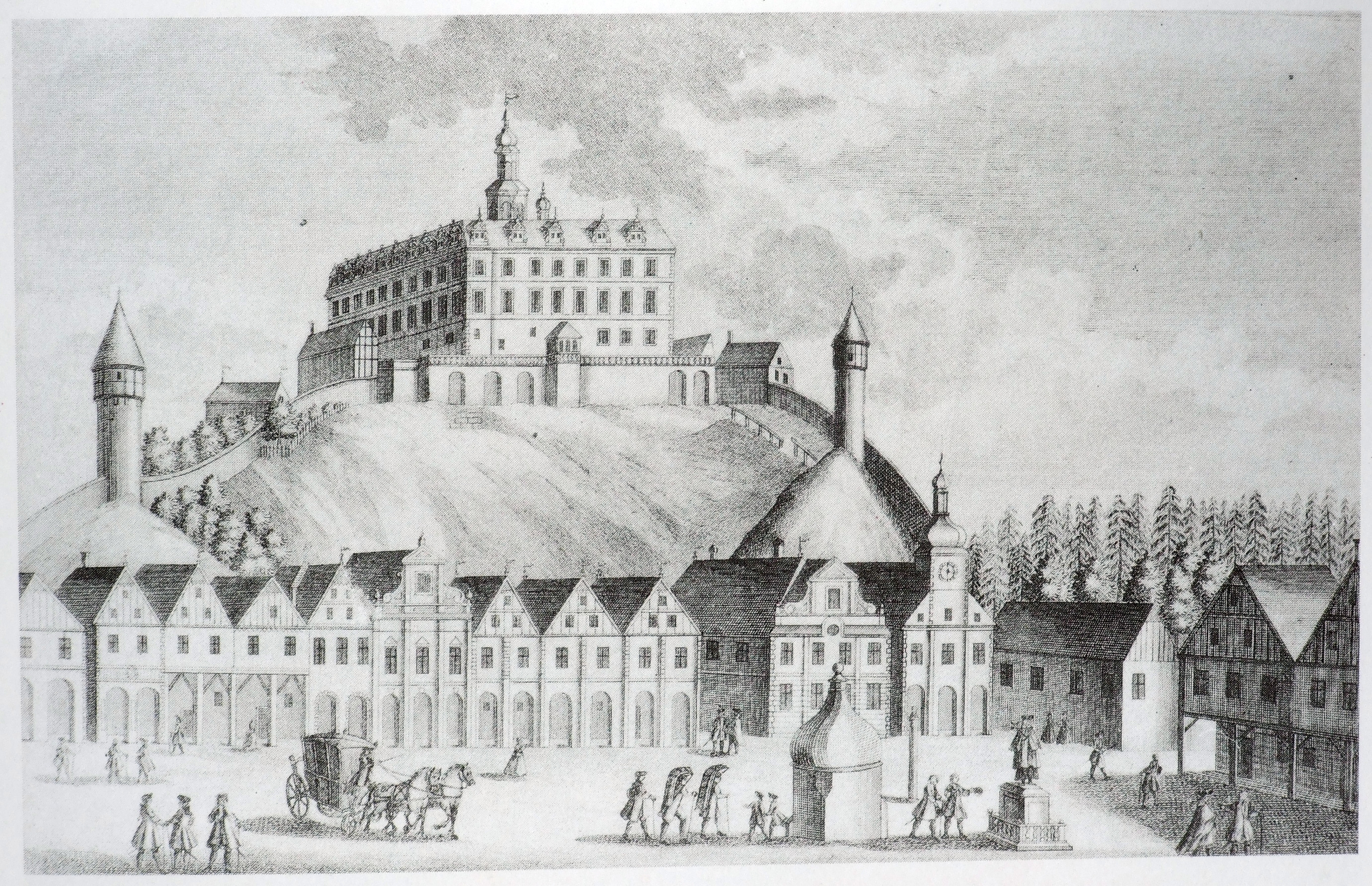
Zámek kolem roku 1740

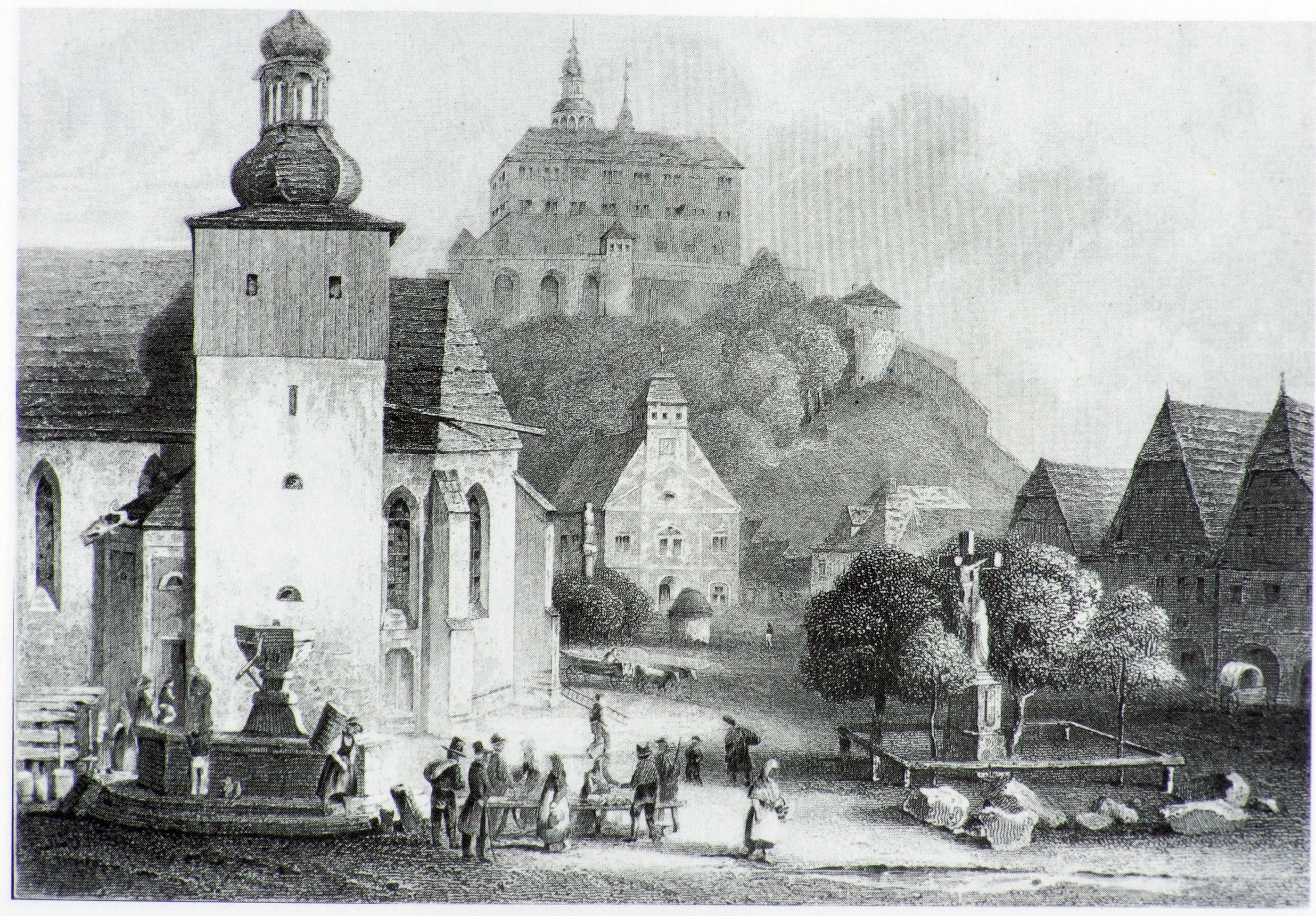
Pohled kolem roku 1850

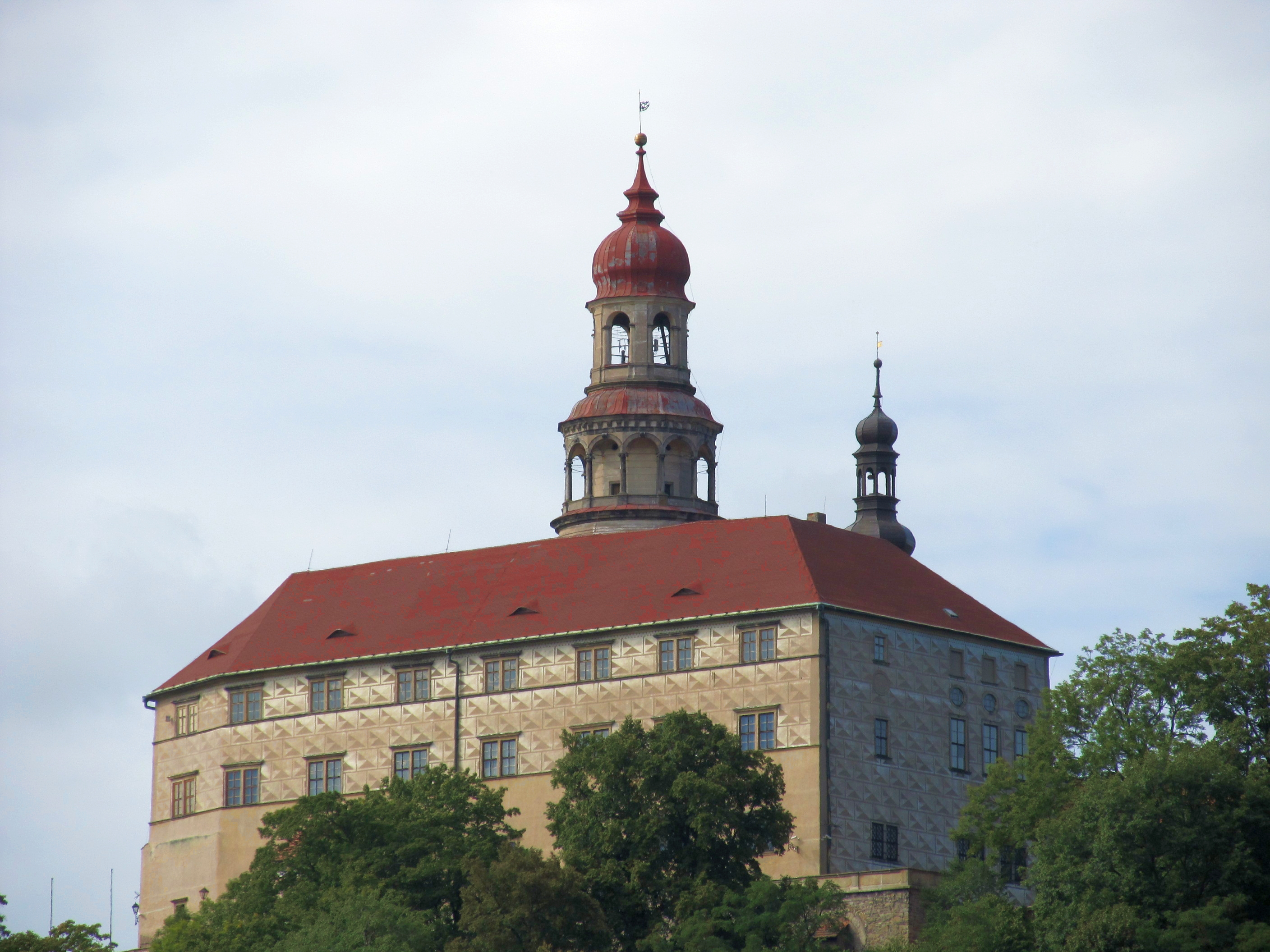
Náchodský zámek

Zámek Ratibořice

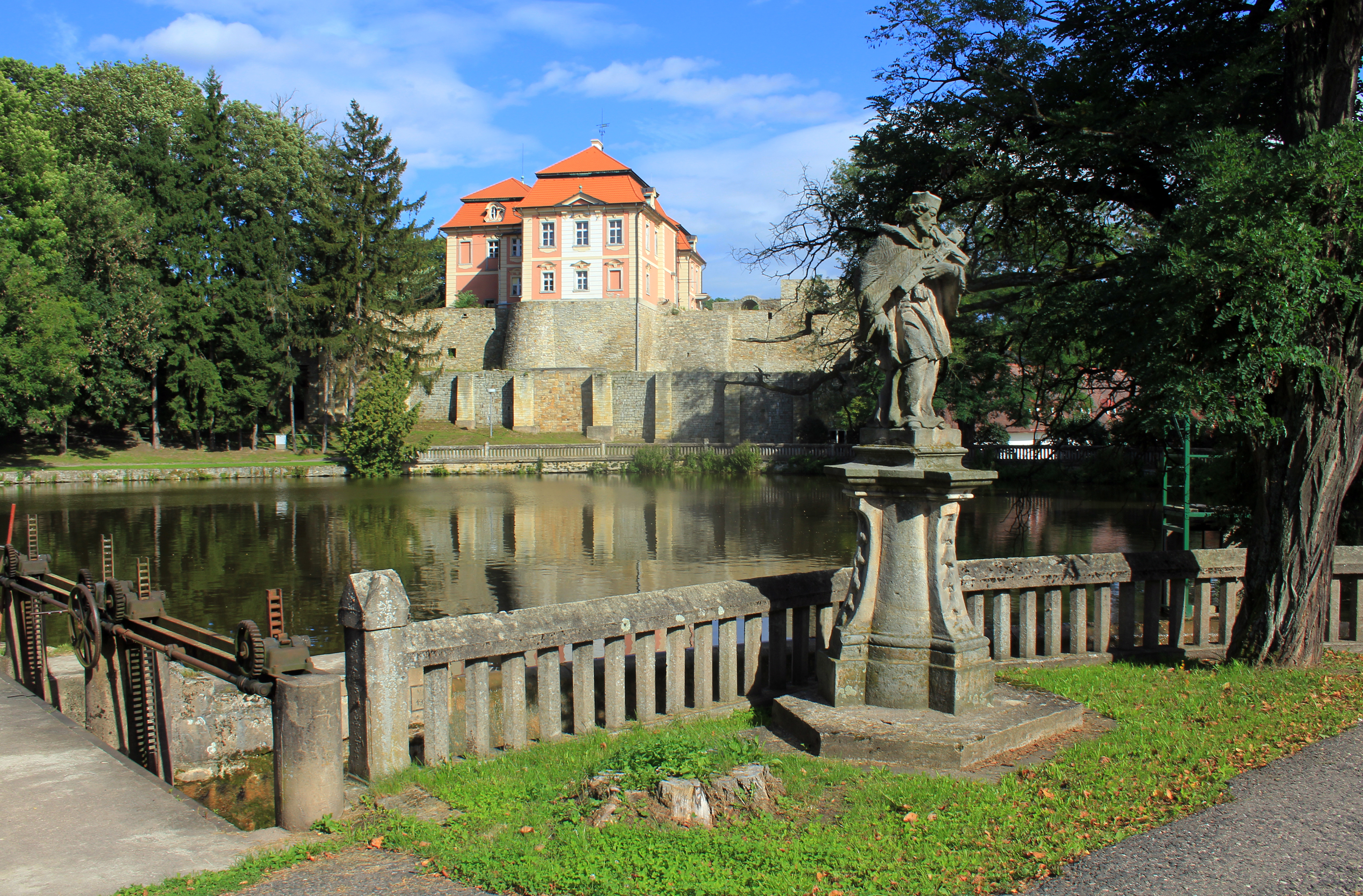
Zámek Chvalkovice

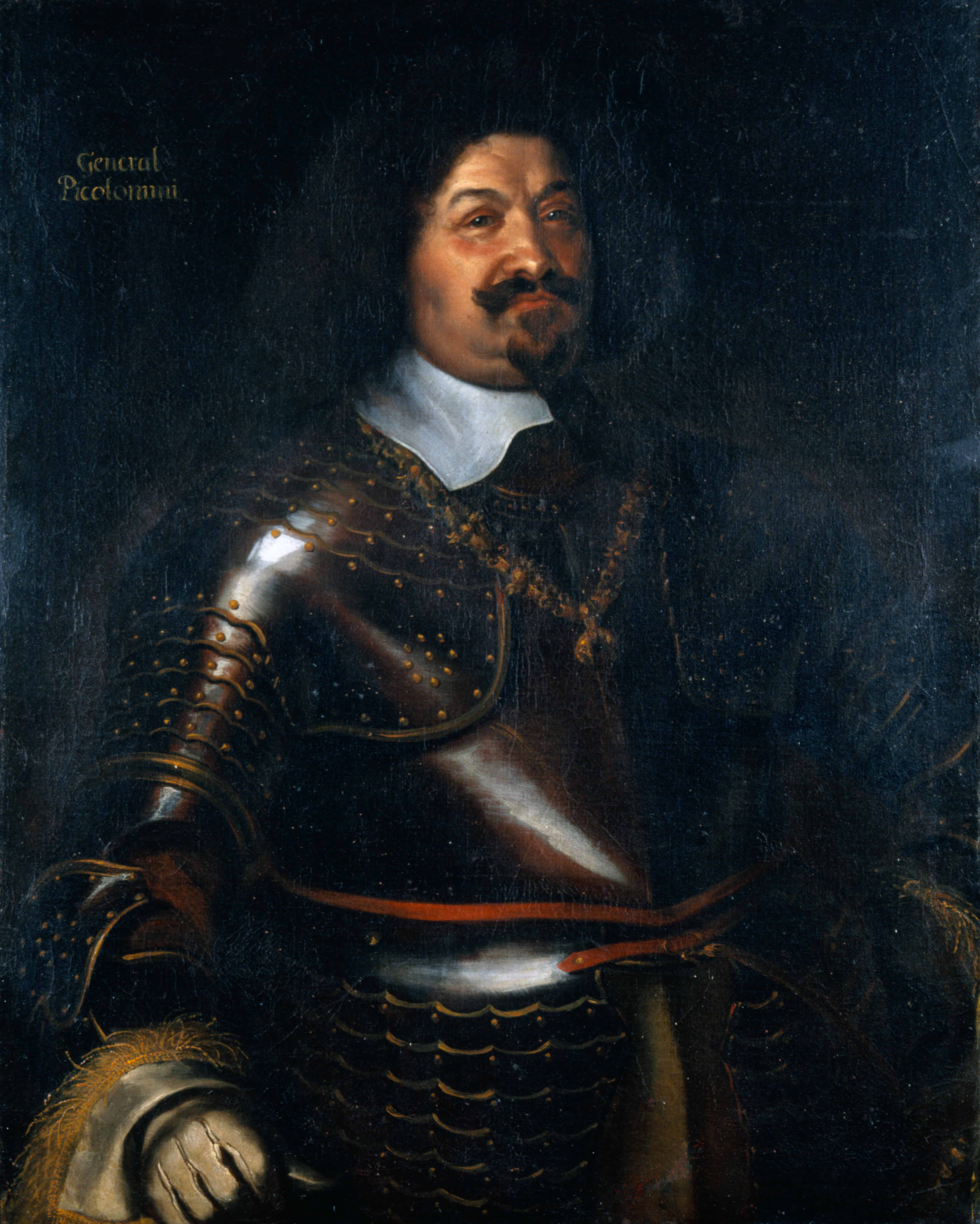
Octavio Piccolomini

Majitelé panství byli současně hradními pány náchodského zámku, z nichž první, Hron z Náchoda, pocházel z rodu Načeraticů. Jeho vnuk Ješek musel kolem roku 1325 vyměnit Náchod s českým králem Janem Lucemburským za Kostelec nad Černými Lesy u Prahy. Po několika změnách vlastnictví v roce 1415 panství získal Boček II. z Poděbrad a po jeho smrti roku 1417 syn Viktorin z Poděbrad.
Ačkoli po Viktorinově smrti v roce 1427 panství zdědil jeho tehdy šestiletý syn Jiří z Poděbrad, pozdější český král, zmocnil se během husitských válek 29. září 1437 Náchoda táboritský hejtman Jan Kolda ze Žampachu a držel jej téměř dvacet let. Obnovil náchodský zámek, v roce 1442 nechal vypracovat první městskou knihu a jmenoval městskou radu, která byla složena převážně z podobně smýšlejících lidí. Ačkoli 20. listopadu 1453 král Ladislav Pohrobek potvrdil nárok na město a zámek Náchod i další východočeské majetky tehdejšímu zemskému správci Jiřímu z Poděbrad, Jan Kolda byl v Náchodě stále aktivní. Teprve v letech 1454–1458, když byl Kolda na tažení se svou žoldnéřskou armádou v Polsku, převzal Jiří z Poděbrad po obléhání v dubnu a květnu 1456 město Náchod a východočeský majetek z držení Jana Koldy.
Během svého života přenesl Jiří z Poděbrad Náchod na své syny Bočka a Viktorina v roce 1458. Po smrti Jiřího v roce 1471 zdědil Náchod, po rozdělení panství v roce 1472, Jiřího syn Jindřich I. starší. V roce 1497 byl nucen slíbit Náchodské panství Janu Špetlovi z Prudic a Žlebů. Po Jindřichově smrti v roce 1498 jeho synové nebyli schopni zástavu vyplatit, a tak museli Náchod Janu Špetlovi odprodat. Ten v roce 1519 získal také panství Vízmburk a připojil je do svého panství Náchod.
V roce 1533 Náchodské panství získal nejvyšší český hofmistr Vojtěch z Pernštejna a o rok později je zdědil jeho bratr Jan IV. z Pernštejna. V roce 1534 získal hrady Rýzmburk, Adršpach a Skály a spojil je s Náchodským panstvím. V roce 1543 prodal panství Rýzmburk a Skály a o rok později celé Náchodské panství zámožnému rodu Smiřických ze Smiřic. Ti v roce 1582 rozšířili Náchodské panství o Ratibořice. Vzhledem k tomu, že Albrecht Jan Smiřický byl za stavovského povstání v roce 1618 na straně rebelů, byl jeho majetek zkonfiskován a v roce 1621 převeden na maršála Albrechta z Valdštejna, tehdejšího poručníka slabomyslného Jindřicha Smiřického (1592-1630).
V roce 1623 prodala Česká komora Náchod spolu s Rýzmburkem Marii Magdaléně Trčkové (roz. z Lobkovic), jejíž manžel Jan Rudolf Trčka z Lípy již vlastnil rozsáhlé panství ve východních Čechách. Ačkoli zůstala protestantkou až do své smrti prostřednictvím císařského patentu, za její vlády začala rekatolizace poddaných, nařízená císařem. Jelikož její manžel Jan Rudolf Trčka z Lípa konvertoval na katolickou víru až v roce 1628, byla rekatolizace zpočátku neúspěšná, i po obrácení Jana Rudolfa to vedlo k selským vzpourám, protože rolníci se odmítali vzdát své bratrské víry. V roce 1628 nebo o rok později prodala Marie Magdalena Trčková z Lobkovic Náchod svému synovi Adamu Erdmanu Trčkovi z Lípy. Ten inicioval renovaci městského opevnění, vyčištění a zavodnění příkopu a zajištění panství členy svého pluku. Po vraždě Adama Erdmanna v Chebu v roce 1634 připadl jeho majetek císaři.
Císař Ferdinand II. pak za věrnou službu během třicetileté války věnoval Náchodské panství svému generálovi Octaviu Piccolominimu, který se v roce 1634 podílel na zavraždění Albrechta z Valdštejna v Chebu. Za jeho vlády v roce 1642 bylo panství s císařským souhlasem přeměněno na rodový fideikomis. V době pobělohorské během slezských válek odešlo z náboženských důvodů z Náchodského panství mnoho rodin tajné církve, a to nejen pod ochranou červeného šátku vojska pruského krále Fridricha II. Velikého. Po smrti bezdětného vévody Josefa Parille Piccolominiho, s nímž roku 1783 v mužské linii vymřela rodová větev Piccolomini-Todeschini, došlo k dědickému sporu o Náchodské panství, který byl rozhodnut v roce 1786 ve prospěch hraběte Josefa Vojtěcha z Desfours. Po jeho smrti v roce 1791 nebyl jeho příbuzný František Antonín z Desfours schopen splatit dluhy, které zanechal, proto náchodský zámek a panství 13. září 1792 v dražbě získal kuronský vévoda Petr Biron.
V letech 1800 až 1839 panství patřilo jeho dceři Kateřině Vilemíně Zaháňské, která byla vzorem kněžny v románu Babička Boženy Němcové. Po smrti Vilemíny prodala její sestra Marie Pavlína z Hohenzollern-Hechingenu zámek a Náchodské panství Octaviovi z Lippe-Biesterfeldu. Po něm v roce 1842 majetek přešel na prince Jiřího Viléma ze Schaumburg-Lippe a po něm na jeho syna Viléma ze Schaumburg-Lippe ze sekundogeniturní linie rodu. Po ukončení vlády rodu v roce 1848 zůstaly v držení rodu Schaumburgů-Lippe zámky Náchod, Chvalkovice a Ratibořice. Posledním majitelem byl Bedřich ze Schaumburg-Lippe, jehož potomci byli po skončení druhé světové války v roce 1945 bez náhrady vyvlastněni. Náchodský, Ratibořický a Chvalkovický zámek byly znárodněny.

## Rozsah panství a související zboží
Hranice Náchodského panství byly poprvé zmíněny v latinsky psaném dokumentu břevnovského opata Martina z 9. srpna 1254, jímž byl vymezen územní rozsah břevnovského filiálního kláštera v Polici nad Metují. Hranice vedla z Machova podél řeky Židovky až k jejímu soutoku s Metují. Ostatní hranice nejsou pro tuto dobu písemně zdokumentovány. Předpokládá se však, že hraničily s hranicemi Rýzmburského panství podél Úpy na západě. Na východě se tehdy hranice řídce osídleného Náchodského panství táhla podél státní cesty k říční oblasti Dušnické Bystřice. Do roku 1477 k Náchodskému panství patřily také Kladský Levín a jeho okolí (Levínsko) a oblast později známá jako Český koutek. V témže roce je vévoda Jindřich starší z Minsterberka, kterému v té době Náchodské panství patřilo, bylo začleněno do panství Homole, které bylo rovněž připojeno ke Kladsku. Tím se omezil rozsah Náchodova panství, jehož východní hranice byla nyní jen několik kilometrů od Náchodu.
Ke konci 15. století zahrnovalo Náchodské panství následující lokality: Město a zámek Náchod, Staré Město, Běloves, Malé Poříčí, Skalice, Hronov, Machov, Machovská Lhota, Velké Poříčí, Srbská, Sedmákovice, Žďárky, Zličko, Zbečník, Rokytník, Borová, Čermná, Dobrošov, Jizbice, Lipí, Bražec, Přibyslav, Horní Radechová, Dolní Rybníky, Slavíkov, Dolní Radechová, Babí, Pavlišov, Kramolna, Lhotky, Trubějov, Vysokov, Starkoč, Kleny, Zlíč, Malá Skalice, Zájezd a Větrník.
Když v roce 1519 Jan Špetle z Prudíče získal panství Vízmburk, pod Náchodské panství se dostaly následující vesnice a města: Hrad Vízmburk, Úpice, Kostelec, Radeč, Havlovice, Libňatov, Maršov, Slatina, Kyje, Brusnice, Studenec, Rubínovice, Bohuslavice, Suchovršice, Velké Svatoňovice, Malé Svatoňovice, Batňovice, Petrovice, Strážkovice, Rtyně, Bohdašin, Lhota za Kostelcem a Horní Kostelec.
V roce 1534 získal Jan IV. z Pernštejna panství Skály a Adršpach i související vesnice a spojil je s panstvím Náchod. Rýzmburk, který byl v té době také součástí, byl od konce 16. století znovu v rukou různých majitelů.
V roce 1582 získala Hedvika Smiřická ze Smiřic, vdova po Albrechtovi, poručnice synů Václava a Jaroslava, panství Ratibořice, Chlístov, Křižanov, Lhotu a Zábrodí.
Dne 12. dubna 1601 získal Zikmund II. Smiřický ze Smiřic jako zástupce svého desetiletého syna Albrechta Václava Smiřického hrad a panství Rýzmburk s obcemi Červená Hora a Žernov a obcemi Mstětín, Olešnice, Skalka, Stolín a Všeliby. V roce 1613 Albrecht Václav získal Třebešov s Malým Třebešovem a polovinu Litoboře.
Vévoda Octavio Piccolomini získal v roce 1636 Mískolezy a Újezdec, v roce 1637 Heřmanický Dvůr, Hořičky, Hostinku, polovinu Litoboře, Mečov, Světlou a Vestec, v roce 1641 Šonov, Třtice a Zblov. V roce 1716 získala Anna Viktorie Piccolominiová, roz. z Kolovrat, jako poručnice svého syna Jana Václava Piccolominiho, Řešetovu Lhotu a v roce 1729 Studnici. Poslední dvě zmíněná místa nepatřila do rodinného fideikomisu a byla volně dědičná jako allodium.
Vévoda Petr Biron, který získal Náchodské panství v roce 1792, jej v roce 1798 rozšířil koupí chvalkovického zámku a panství s obcemi Svinišťany, Říkov, Komárov, Sebuč, Výhled, Nesytá a Bukovina.
Podle Jana / Jana Müllera, který byl po 50 let zaměstnán jako náchodský správce, zde v roce 1840 žilo 46 576 obyvatel, z nichž většina byli katolíci. Bylo zde devět farností, o něž pečovalo 21 farářů. Církve a rektoráty, stejně jako většina škol, byly pod záštitou vrchnostenských úřadů. Většina ze 194 protestantských obyvatel se přistěhovala, většina z 396 izraelitů žila ve městě Náchodě. Ve dvanácti okolních vesnicích žila většina německy hovořících.
V roce 1843 se panství dělilo na 113 vesnic se 47 757 obyvatel, kteří žili v 7074 domech.

## Majitelé
| Období            | Vlastník |
| ----------------- | --- |
| 1254–1289         | Hron z Náchoda, předek rodu Načeraticů, je v souvislosti s Náchodem poprvé roku 1254. Na strategicky významném místě vystavěl hrad Náchod, v podhradí založil město Náchod a kolonizoval území na středním toku Metuje. Po něm následoval jseho syn Ješek starší. |
| asi do roku 1316  | Ješek mladší, syn Ješka staršího, musel Náchod postoupit králi Janovi Lucemburskému vyměnou za Černý Kostelec. |
| 1316–1325         | Jan Lucemburský, král český |
| 1325–před 1353    | Hynek starší z Dubé (resp. Hajman z Dubé) |
| asi do roku 1360  | Hynek ml. z Náchoda a Dubé společně s Ješkem z Náchoda a Dubé |
| asi do roku 1367  | Hynek ml. z Náchoda a Dubé (samostatně) |
| 1367–1390         | Vévodkyně Anežka Habsburská (Svídnická), vdova po vévodovi Boleslavu II. Není známo, jak nabyla Náchodského panství. To, že jí patřilo se odvozuje od toho, že je doložena jako patronka hronovského kostela. |
| 1390–1391         | Půta starší z Častolovic |
| 1391–1392         | Beneš Silný z Dubé († před rokem 1407) |
| 1392–1412         | Jetřich z Janovic zemřel bez dědice a po jeho smrti připadl Náchod jako odúmrť koruně. |
| 1412              | Václav IV., král český |
| 1412–1414         | Jindřich I. z Lažan (Jindřich Lefl z Lažan), směnil Náchod s Bočkem II. z Poděbrad za Bechyni |
| 1414–1417         | Boček II. z Kunštátu Poděbrad |
| 1417 do roku 1427 | Viktorín Boček z Kunštátu a Poděbrad, dědicem se roku 1427 stal jeho 6letý syn Jiří z Poděbrad, pozdější král český. |
| 1427–1432         | Jan Holý (Holec) z Nemošic a Mikuláš Trčka z Lípy, husitští hejtmani, Náchodské panství a sousední panství Homoli získali pravděpodobně násilným záborem půdy. |
| 1432–1437         | Jan Baštín z Porostlé, někdejší Žižkův velitel. Není známo, jak získal Náchodské panství. |
| 1437–1456         | Jan Kolda ze Žampachu, někdejší husitský hejtman. Zmocnil se města a hradu Náchod silou. |
| 1456–1458         | Jiří z Poděbrad nechal si coby zemský správce od krále Ladislava Pohrobka potvrdit náchodský majetek. V roce 1456 ovládl Náchod, hrad Rychmberk a tvrz Černíkovice. |
| 1458–1469         | Boček IV. z Poděbrad a Viktorin z Poděbrad (též Viktorín z Minstrberka, či Viktorín Opavský) synové krále Jiřího z Poděbrad. |
| 1470–1497         | Jindřich starší z Minsterberka (též Jindřich starší z Poděbrad), zdědil po smrti svého otce Jiřího z Poděbrad mj. město a panství Náchod a související panství Homoli, které v roce 1477 včelnil do Kladského hrabství, které rovněž bylo v jeho vlastnictví. |
| 1497–1527         | Jan ml. Špetle z Prudic, roku 1497 dostal Náchod na čtyři roky jako zástavu od vévody Jindřicha staršího. Protože jehož synové das zástavu po Jindřichově smrti roku 1498 nicht auslösen konnten, überließen sie ihm den majetek. |
| 1527–1534         | Vojtěch z Pernštejna. Nejvyšší hofmistr a zemský hejtman v Čechách. |
| 1534–1544         | Jan IV. z Pernštejna, nejvyšší komorník a moravský zemský hejtman, zástavce Kladského hrabství. |
| 1544–1548         | Zikmund I. Smiřický ze Smiřic |
| 1548–1566         | Albrecht Smiřický ze Smiřic, jehož starší bratr Jaroslav byl roku 1554 povýšen do říšského panského stavu (baron). |
| 1566–1586         | Hedvika Smiřická z Házmburka, vdova po Albrechtovi, po jehož smrti se stala poručnicí synů Václava a Jaroslava. Roku 1575 získala Skalici, roku 1582 Ratibořice, Chlístov, Křižanov, Lhota a Zábrodí |
| 1586–1593         | Václav Smiřický ze Smiřic |
| 1593–1614         | Albrecht Václav Smiřický ze Smiřic. Ve věku tří let dědil po svém otci Václavovi. Poručnictví připadlo Zikmundovi Smiřickému ze Smiřic, bratranci zesnulého Václava. Ten pro sebe roku 1601 získal panství Rýzmburk se Žernovem, Červenou Horu se Mstětínem, Olešnicí, Stolínem, Vískou a Všeliby. V roce 1613 Albrecht Václav získal Velký Třebešov s Malým Třebešovem a polovinu Litoboře.                           |
| 1614–1618         | Albrecht Jan Smiřický ze Smiřic, po smrti Albrechta Václava Smiřického byl jediným dědicem celého majetku Smiřických. |
| 1618–1620         | Markéta Saloména ze Smiřic, provdaná Slavatová, sestra Albrechta Jana, jako poručnice slabomyslného nejstrašího bratra Jindřicha Jiřího († 1630). Po bitvě na Bílé hoře byl majetek Smiřických ze Smiřic zkonfiskován. |
| 1621–1623         | Albrecht z Valdštejna, jehož matka pocházela z náchodské linie Smiřických, jako poručník slabomyslného Jindřicha Jiřího Smiřického († 1630) |
| 1623–1628         | Marie Magdalena, rozená Lobkovicová, manželka Jana Rudolfa Trčky z Lípy. Prodala Náchod svému synovi |
| 1629–1634         | Adam Erdmann Trčka z Lípy, po jehož smrti 1634 bylo panství císařem zkonfiskováno. |
| 1634–1656         | Octavio Piccolomini, vévoda z Amalfi, císařský generál. Náchodské panství dostal jako odměnu za své zásluhy ve třicetileté válce. V roce 1636 získal Mískolezy a Újezdec, v roce 1637 Heřmanický Dvůr, Hořičky, Hostyně, polovinu Litoboře, Mečov, Světlou, Vestec, v roce 1641 Šonov a Třtice se Zblovem. V roce 1642 získal od císaře svolení k přeměn Náchodského panství na rodový fideikomis. Zemřel bez potomků. |
| 1656–1664         | Vévoda Eneáš Sylvius Piccolomini, z rodové linie Piccolomini-Pieri. Eneáš Sylvius měl v době dědictví teprve tři roky, stal se jeho poručníkem hrabě Jan Šebastián z Pöttingu, který byl současně regentem. |
| 1664–1673         | Marie Benigna Františka Sasko-Lauenburská, vdova po generálovi Octaviu Piccolominim, nebyla ochotna vzdát se svého podílu, byla císařem jmenována správkyní panství. I poté, co Eneáš Sylvius roku 1671 dosáhl plnoletosti, vykonávala tuto činnost až do až do jeho smrti 1673. |
| 1673–1712         | Vévoda Lorenzo Piccolomini (někdy také jako Vavřinec, kníže Piccolomini), mladší bratr Eneáše Sylvia. |
| 1712–1742         | Vévoda Jan Václav Piccolomini. Kvůli duševní nemoci v letech 1712–1732 spravovala panství jeho matka Anna Viktorie, rozená Kolovratová. Následně byl coby poručník a administrátorem ustanoven jeho mladší bratr Octavio. |
| 1742–1757         | Vévoda Oktavián II. Piccolomini. Jím vyhasla rodová linie Piccolomini-Pieri v mužské linii. |
| 1757–1765         | Vévoda Jan Pompeo Piccolomini z rodové linie Piccolomini-Tedeschini. |
| 1765–1783         | Vévoda Josef Parille Piccolomini, až do 5. srpna 1771 v poručnictví své matky Markéty Kateřiny, rozené Caracciolové. Jeho smrtí vyhasla rodová větev Piccolomini-Todeschini v mužské linii. |
| 1786–1791         | Josef Vojtěch z Desfours. Po několikaletém dědickém sporu získal coby vnuk vévody Lorenza Piccolominiho panství Náchod. Jeho příbuzný František Antonín z Desfours nedokázal splatit dkuhy a celé panství bylo prodáno v dražbě. |
| 1792–1800         | Petr Biron, vévoda kuronský, zemgalský a zaháňský. Náchodské panství získal v dražbě, zavedl úlevy pro své poddané a podporoval školství. V náchodském zámku nechal vybudovat divadlo, kde byla uváděna operní představení a koncerty. V roce 1798 získal panství Chvalkovice s Bukovinou, Komárovem, Říkovem, Sebučí, Svinišťany a Výhledem.                                                                          |
| 1800–1839         | Kateřina Vilemína Zaháňská, dcera Petra Birona. Iniciovala empírovou přestavbu ratibořického zámku. |
| 1839–1840         | Marie Pavlína Zaháňská, kněžna z Hohenzollern-Hechingenu, mladší sestra Kateřiny Vilemíny. |
| 1840–1842         | Karel Oktavián z Lippe-Biesterfeldu |
| 1842–1860         | Jiří Vilém ze Schaumburg-Lippe, pro svého třetího syna Viléma a jeho potomky založil náchodskousekundogenituru, kterou panství fideikomis Náchod-Chvalkovice. |
| 1860–1906         | Vilém ze Schaumburg-Lippe |
| 1906–1945         | Bedřich ze Schaumburg-Lippe |
|                   | V roce 1945 bylo panství náchodské větve Schaumburgů-Lippe bez náhrady zkonfiskováno republikou. |